# Estadio de Alvear y Tagle
El Estadio River Plate, conocido popularmente como Alvear y Tagle, fue un recinto deportivo utilizado por el club homónimo, ubicado en la ciudad de Buenos Aires, Argentina. Se situaba en la intersección de las calles Alvear (hoy Av. del Libertador) y Tagle, en el barrio de Recoleta. Actualmente, la totalidad del predio comprende al parque República Oriental del Uruguay.
Fue inaugurado el 20 de mayo de 1923 en un partido entre River Plate y Peñarol, el cual los locales ganaron por 2 a 1. En aquel entonces, el club gestionó con la empresa Ferrocarril Buenos Aires al Pacífico para la cesión de los terrenos. Sin un nombre propio, el recinto es conocido popularmente por la intersección de sus calles adyacentes. 
Con una capacidad para 40 000 espectadores, fue sede de dos ediciones del Campeonato Sudamericano —actual Copa América— (1929 y 1937) y la Copa Aldao 1928.
Se trata del 5.° campo de juego en la historia del club. Es predecesor del recinto de Gaboto y Pinzón, ubicado en La Boca, y antecesor de su actual estadio, el Monumental, ubicado en el barrio de Belgrano. Fue cerrado el 5 de diciembre de 1937, luego de un partido entre River Plate y San Lorenzo que terminó en victoria del local por 6 a 1. Posteriormente, el estadio fue demolido.
Como particularidad, en los terrenos de Alvear y Tagle estuvo la tercera cancha del Club Atlético Independiente (1906).

## Historia
En 1922, el Club Atlético River Plate firmó un contrato con la empresa británica Ferrocarril Buenos Aires al Pacífico para alquilar un terreno en el barrio de Recoleta. El contrato era por 5 años, con el propósito de construir un estadio para los partidos de local de River Plate.

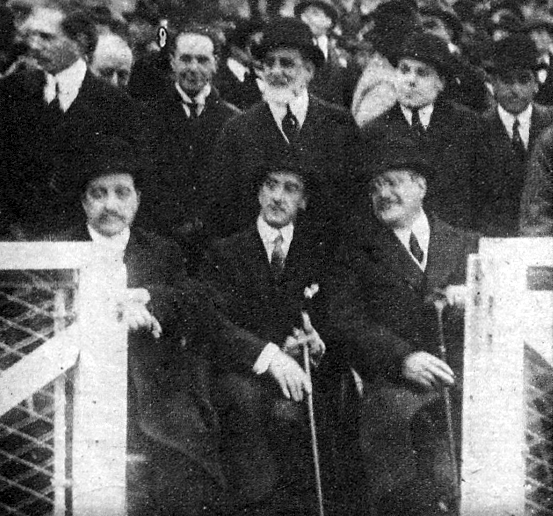
Intendente municipal de Buenos Aires, Carlos Noel (centro), gobernador de la provincia de Buenos Aires José Luis Cantilo (der.) y Ricardo C. Aldao (de pie), en la inauguración del Estadio de River de Alvear y Tagle.

El estadio se construyó y se inauguró en 1923. La tribuna oficial, ubicada en la avenida Alvear, tenía 120 metros de largo. Debajo de las tribunas había una sala de primeros auxilios, una peluquería, ropa deportiva para socios y un salón de fiestas.

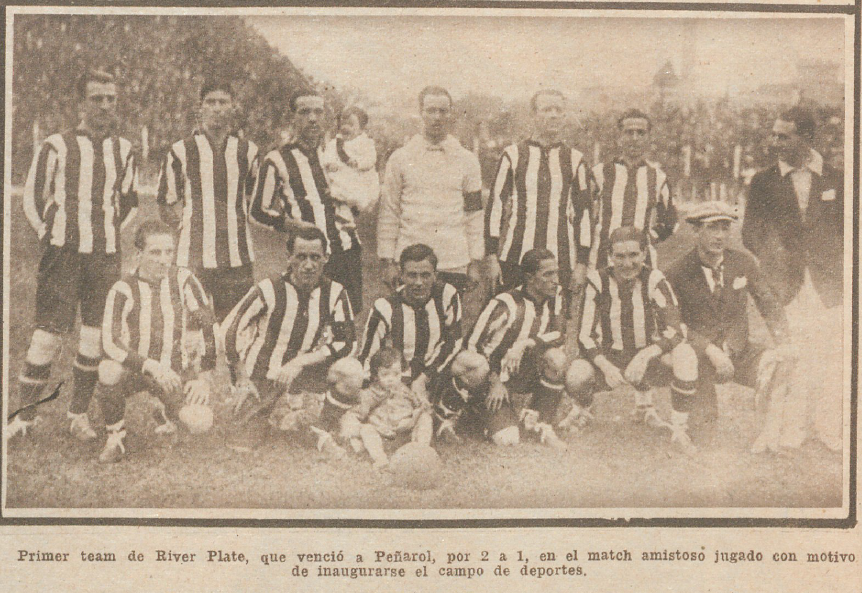
Equipo de River Plate que venció a Peñarol en la inauguración del estadio de Alvear y Tagle.

En mayo de 1923, el estadio se inauguró oficialmente con un amistoso entre River Plate y el club uruguayo Peñarol. En junio de 1923, el club escocés Third Lanark jugó seis partidos en el estadio de River durante su gira por Sudamérica. El entonces presidente de Argentina, Marcelo T. de Alvear, asistió al partido entre Third Lanark y un combinado de la Asociación Amateurs el 24 de junio de 1923.
El primer partido oficial de River Plate en ese estadio fue el 22 de julio de 1923 contra Vélez Sársfield, con victoria para River por 2-1. El estadio también albergó la fase final del Campeonato Argentino, una competencia entre selecciones provinciales argentinas. En diciembre de 1923, el boxeador Luis Ángel Firpo realizó una pelea de exhibición contra Joe Boykin.
En agosto de 1924 y mayo de 1925, la Asociación Amateurs combinada jugó contra la Federación Uruguaya de Football en el estadio. Ambos equipos representaban asociaciones disidentes de sus respectivos países. El estadio fue remodelado más tarde, ampliando su capacidad a cerca de 50 000 espectadores.

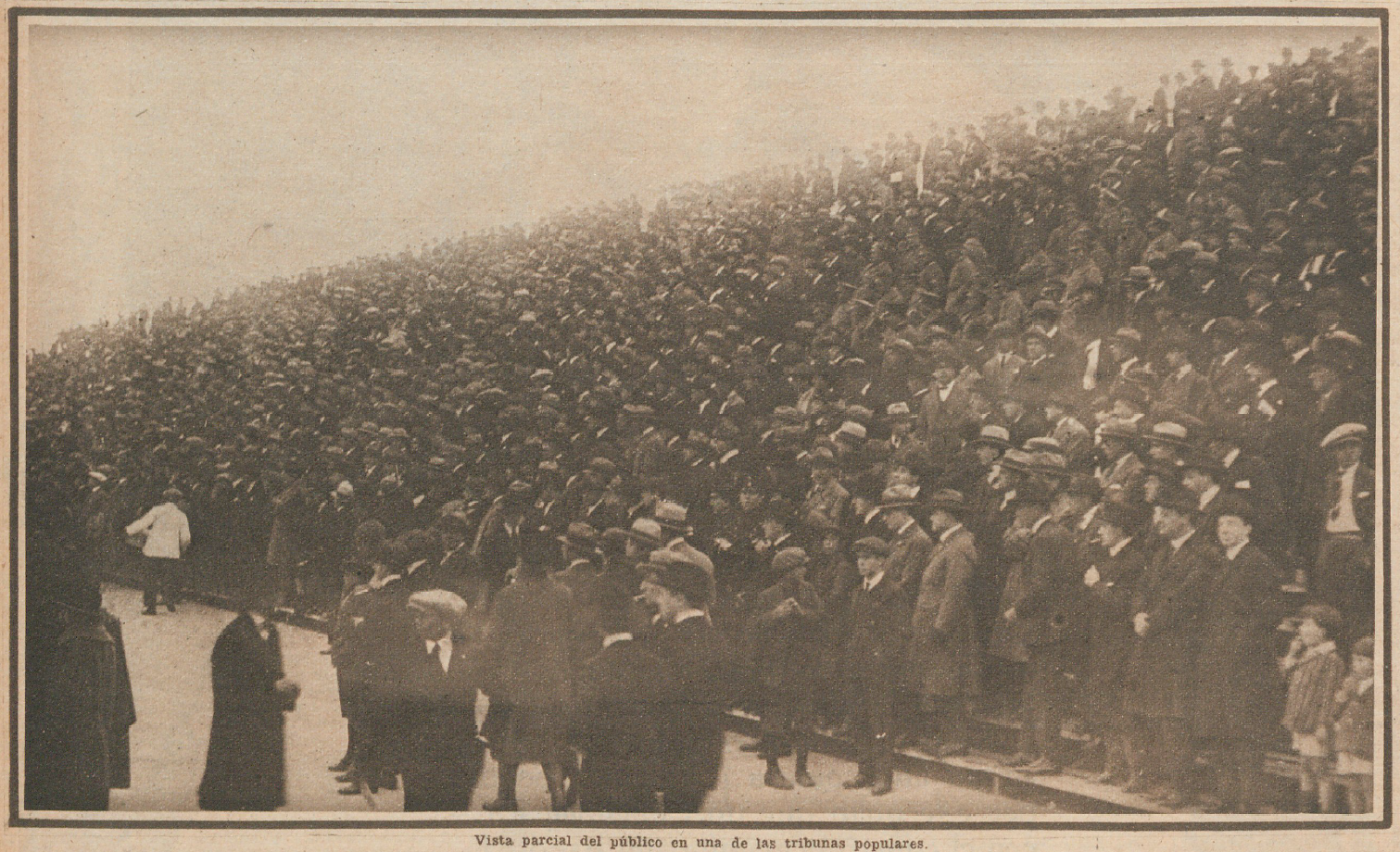
Tribuna de River el día de la inauguración del Estadio de Alvear y Tagle.

El estadio fue sede de varios partidos durante las giras de equipos europeos a finales de los años 1920. Algunos de ellos fueron los clubes españoles Real Madrid (que jugó su primer partido contra la selección argentina) y Barcelona, el escocés Motherwell, el húngaro Ferencváros y el italiano Torino.
River Plate también fue uno de los dos estadios que albergaron la Copa América de 1929. El partido de desempate de la Primera División de 1929 entre Boca Juniors y Gimnasia y Esgrima de La Plata también se jugó en River Plate. En 1930, Yugoslavia se convirtió en la primera selección europea en jugar en el estadio, enfrentando a Argentina el 3 de agosto.
El club expandió sus instalaciones alrededor del estadio, incluyendo canchas de tenis, baloncesto y voleibol, y una piscina. En 1936, el club instaló un sistema de iluminación en el estadio, sostenido por seis torres metálicas. Sin embargo, el aumento de la popularidad del fútbol en Argentina obligó a River Plate a construir un nuevo estadio con mayor capacidad. El último partido se jugó el 5 de diciembre de 1937 contra San Lorenzo de Almagro. Al año siguiente, el estadio fue desmantelado y el terreno se convirtió en un parque público. Parte de las estructuras de las gradas (hechas de madera) fueron vendidas al Club Almagro y colocadas en el estadio que el club tenía en las calles Fraga y Estomba.